# Moctezuma I

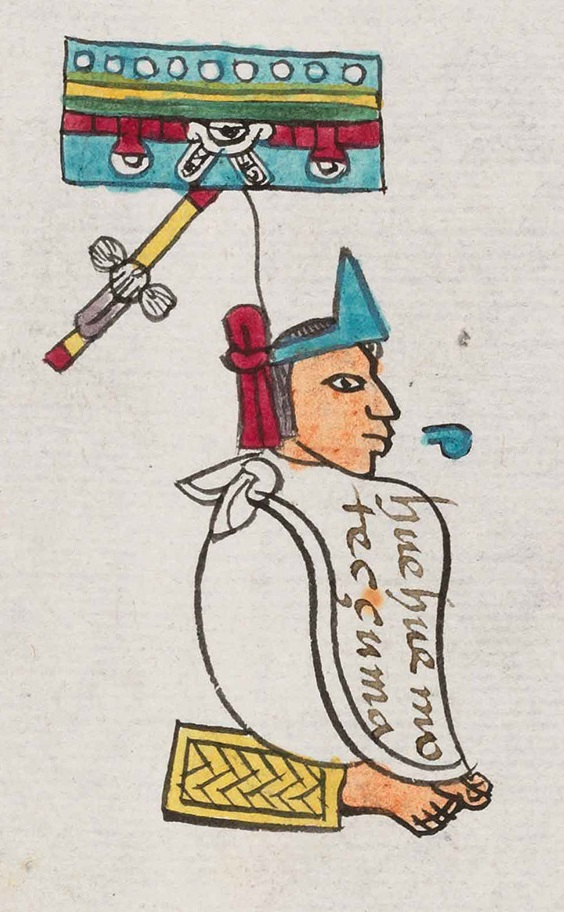
Moctezuma I

Moctezuma I (n. circa 1398 - d. 1469) a fost al cincilea rege aztec. Numele lui, Motēuczōma Ilhuicamīna, este tradus Cel care se uită sinistru. El a domnit în Imperiul Aztec la sosirea spaniolilor în America Centrală.